# Dipartimento di Caquetá
Il dipartimento di Caquetá è uno dei 32 dipartimenti della Colombia. Il capoluogo del dipartimento è Florencia.

## Geografia fisica
Il dipartimento di Caquetà confina (in senso orario partendo da nord) con i dipartimenti di Meta, Guaviare, Vaupés, Amazonas, Putumayo, Cauca ed Huila. Il confine meridionale è segnato dal fiume Caquetá da cui il dipartimento prende il nome. Il confine con il dipartimento di Vaupés è rappresentato dal fiume Ajajù. Il territorio è interessato solo nella parte occidentale dai rilievi della Cordigliera Orientale e per il resto della sua estensione da un territorio ondulato che digrada verso la pianura amazzonica.

## Geografia antropica

### Suddivisioni amministrative
Il dipartimento di Caquetá si compone di 16 comuni:
- Albania
- Belén de los Andaquies
- Cartagena del Chairá
- Curillo
- El Doncello
- El Paujil
- Florencia
- La Montañita
- Milán
- Morelia
- Puerto Rico
- San José del Fragua
- San Vicente del Caguán
- Solano
- Solita
- Valparaíso